# 芒努斯·伯厄
芒努斯·伯厄（挪威語：Magnus Bøe，1998年7月21日—），又名芒努斯·金（韩语： Kim Magnus），韩国、挪威男子越野滑雪运动员，2017年亚洲冬季运动会男子个人短距离（传统技术）金牌得主、男子10公里（传统技术）银牌得主和男子4×7.5公里接力铜牌得主、2023年冬季世界大学生运动会男子10公里（传统技术）、男子30公里集体出发（自由技术）和男子4×7.5公里接力银牌得主。